# Virotutis
Virotutis est une épithète gauloise donnée au dieu romain Apollon, qui signifierait « Bienfaiteur de l'Humanité ». Apollon Virotutis était vénéré entre autres à Fins d'Annecy en Haute-Savoie, et à Jublains, en Mayenne.

## Étymologie
L'étymologie du nom Virotutis est incertaine. Elle pourrait être formée à partir de la racine *Uiro-, qui signifie homme, et *teutā-, qui signifie peuple, gens.